# Khaled Narey
Khaled Narey (* 23. července 1994, Německo) je německý fotbalový obránce, v současnosti působí v rezervním týmu německého klubu Borussia Dortmund.

## Klubová kariéra
V létě 2014 přestoupil z Leverkusenu do Borussie Dortmund, kde se prozatím začlenil do rezervního týmu.